# Margny (Marne)
Margny is een gemeente in het Franse departement Marne (regio Grand Est) en telt 108 inwoners (2009). De plaats maakt deel uit van het arrondissement Épernay.

## Geografie
De oppervlakte van Margny bedraagt 11,0 km², de bevolkingsdichtheid is dus 9,8 inwoners per km².
De onderstaande kaart toont de ligging van Margny (Marne) met de belangrijkste infrastructuur en aangrenzende gemeenten.

## Demografie
Onderstaande figuur toont het verloop van het inwonertal (bron: INSEE-tellingen).

1. ↑  Populations de référence 2022.